# Gokusen (serie de televisión)
Gokusen (ごくせん?) es una serie de drama japonesa, basada en el manga homónimo. Se compone de tres temporadas junto con un especial producido en 2005, contando con la participación de idols populares como Jun Matsumoto, Kazuya Kamenashi, Jin Akanishi y Teppei Koike. La historia sigue los pasos de Great Teacher Onizuka, de donde se extrae la inspiración.

## Sinopsis
Kumiko Yamaguchi tiene poco de haberse graduado de universidad y ha sido contratada para ser maestra de matemáticas en la escuela Shirokin. Esto la tiene muy emocionada. Lo que no sabe es que se le ha designado el grupo más difícil, un grupo cuyos integrantes parecen más delincuentes que estudiantes. Los chicos la ignoran y se burlan de ella, así como lo han hecho con maestros anteriores. Para cualquier otra persona, esto podría causar conflictos, pero no para Yamaguchi, de quien los estudiantes ignoran quien es realmente. Yamaguchi, a quien le han dado el apodo de "Yankumi", es la heredera de la 4.ª generación del grupo Oedo, un clan Yakuza. Aunque todos en su clan quieren que asuma el liderazgo, "Yankumi" ha decidido ser la mejor maestra que puede ser.

### Temporada 1
Debido a la mala reputación que los chicos tienen, algunos de ellos son acusados de cometer crímenes y ejercer violencia contra otros alumnos y personas. Uno de ellos, Teruo Kumai, está a punto de ser expulsado, de no ser por la intervención de Yamaguchi. Otro de ellos, Youichi Minami se enfrenta a los golpes con el líder del grupo, Shin Sawada, cuando este se ha enterado de que el primero se ha involucrado con una chica que tiene novio en otra escuela. Ahora el novio de la chica busca a Sawada para golpearlo, creyendo que él es el causante del problema, y "Yankumi" les enseña a los chicos que no hay nada mejor que apoyar a los amigos. Cuando un carterista se concentra en atacar únicamente a mujeres, Haruhiko "Uchi" Uchiyama es considerado como el principal sospechoso; Yankumi está decidida a probar lo contrario. Muchos de ellos son incomprendidos por su familia, incluyendo Sawada (que se ha alejado de su familia) y "Uchi"; "Yankumi" intenta que haya reconciliaciones. Entre los preparativos para la graduación, los chicos son "llevados" por "Yankumi" a participar en los eventos culturales y deportivos de la escuela, incluyendo Yuki, un chico que nunca había entrado a clases debido al constante acoso que sufría por parte de sus compañeros. El tiempo se ha llegado. Sawada ha mantenido el secreto de "Yankumi", el cual conoció por casualidad, cuando fue a su casa a entregarle el teléfono que había olvidado en la escuela. Poco a poco, los otros chicos también se han enterado de ello y han guardado silencio. Pero ha sido en vano, ya que una revista ha revelado la realidad, y los chicos se han enojado por la mala nota que la revista ha publicado. Debido a esto, "Yankumi" decide renunciar, a cambio de que los dejen graduarse y que no sean expulsados por sus acciones. Los chicos han visto el honesto sacrificio que "Yankumi" ha hecho por ellos, y se ponen a dar el todo por darle ese gusto a su maestra.

### Temporada 2
Varios años han pasado desde que los chicos de Shirokin se han graduado, y que la escuela ha cerrado. Pero no todo ha sido miel sobre hojuelas para "Yankumi". Su trabajo no ha sido nada agradable, y siente que los alumnos que le han tocado no se adecuan a su estilo de enseñar, por lo que tener una llamada de su antiguo jefe le ha dado un motivo de esperanza. "Yankumi" debe ir ahora a Kurogin y lidiar con un nuevo grupo de chicos "difíciles". El primer día se entera del distanciamiento de un par de amigos. Uno de ellos, Ryu Odagiri, incluso, ha dejado la escuela y se ha metido a trabajar con personas peligrosas, todo para no encontrarse con su "ex-amigo". Aunque "Yankumi" logra convencer a Odagiri para que deje el trabajo y regrese a la escuela, las cosas no están bien entre el par. Incluso se ven involucrados en varios crímenes que unos impostores han cometido diciendo que son ellos. "Yankumi" debe encontrar la forma de reivindicarlos y evitar que los arresten. Pero "Yankumi" no está allí solamente por sus alumnos actuales. Se ha enterado de que el local de su antiguo alumno Teruo Kumai ha sido afectado por criminales. Pero Kumai no ha querido molestarla por creer que por ser un exalumno ya no tiene derecho a acudir a ella y pedirle ayuda. Yabuki y Odagiri, por su parte, han tenido el apoyo de "Yankumi" para intentar reconciliarse con sus familias. Los esfuerzos de "Yankumi" para que los chicos se gradúen, se ven amenazados por una banda rival... y por el director, quien quiere correrla junto con sus alumnos.

### Temporada 3
"Yankumi" ha encontrado trabajo en una isla lejana, y eso no ha impedido que Sawatari fuera a buscarla para pedirle que vaya a "rescatarlo" del grupo que le ha encargado el director de Akado, la nueva escuela en la que se encuentra. De nuevo, "Yankumi" se enfrenta a alumnos "difíciles", con el extra de que, en esta ocasión, los alumnos se encuentran divididos en 2 bandos que están enfrentados. Yamato Ogata y Ren Kazama, los líderes de los bandos, se enfrentan en una última lucha para determinar cual de los dos es el más fuerte, pero al terminar en un resultado fútil, deciden dejar de lado sus diferencias. Tras esto, "Yankumi" se concentra en las competencias intra-escolares, que se ven afectadas por actividades extracurriculares de Kazama, y del resto del grupo, quienes quieren apoyar a Honjō Kengo, cuyo padre colapsa de agotamiento en el encuentro de padres y maestros. Preguntándose sobre la fuerza de "Yankumi", que difiere de su apariencia, Ogata y Kazama y sus grupos deciden seguirla, enterándose así de su identidad "secreta". El ambiente alegre en la familia de "Yankumi" contrasta enormemente con el de la de Ogata: su padre, un estricto maestro de la elitista escuela Kaitoku, se encuentra muy decepcionado con Ogata, culpándolo de ser la causa del divorcio de sus padres. El tiempo se está llegando para la graduación. Los alumnos están haciendo todo lo posible por lograr la meta, y no meterse en problemas, pero el momento se ve afectado por el ataque vengativo de Ryuuji Goda sobre Kazama, dejándolo malherido.

## Reparto
Los miembros de la familia Oedo permanecen igual durante las tres temporadas de la serie.
- Yukie Nakama como Kumiko Yamaguchi (Yankumi/Ojou) (profesora de matemáticas)[5]
- Ken Utsui como Ryuichiro Kuroda (el abuelo de Kumiko, perteneciente a la 3.ª generación de jefes Yakuza)
- Kenji Anan como Hiro / Kouzou Wakamatsu
- Ken Kaneko como Tetsu Asakura
- Shinji Uchiyama como Minoru Tatsukawa
- Hiroshi Ryogoku como Makoto Sugawara

- Misaki Ito como Shizuka Fujiyama (profesora de inglés)
- Yuko Nakazawa como Kikuno Kawashima (enfermera de la escuela)
- Nabe Osami como Osamu Ando (profesor de educación cívica)
- Masahiro Kohmoto como Kouhei Iwamoto (profesor de educación física)
- Ichirou Ookuma (大隈いちうう) como Hajime Oyama (profesor de ciencias)
- Ryosei Tayama como Gonzou Shirakawa (Director)
- Satoru Saito como Kanji Washio (profesor de lengua japonesa)
- Ikki Sawamura como Tomoya Shinohara (oficial de policía)
- Tadashi Sakata (坂 田 聡) como Yutaka Kashiwagi (oficial de policía)

- Katsuhisa Namase como Goro Sawatari (subdirector de las 3 escuelas en las que trabaja Yankumi)

#### Clase 3D (Temporada 1)
- Jun Matsumoto (松本润) como Shin Sawada[5]
- Shun Oguri (小栗旬) como "Uchi" / Haruhiko Uchiyama[5]
- Hiroki Narimiya como Takeshi Noda[5]
- Tomohiro Waki como Kumai Teruo[5]
- Yūma Ishigaki como Youichi Minami[5]
- Jun Kawai (河 合 润) como giugno Kechi
- Kouhei Kou (港 耕 平) como Kouhei Imagawa
- Hiroshi Okabe (冈 部 树 纮) como Hiroshi Uesugi
- Yusuke Kamiji (上 地 雄 辅) como Yuusuke Ooishi
- Izumi Masayuki (泉 政 行) como Masayuki Oouchi
- Kouji Kanazawa (金 沢 浩 司) como Kouji Oda
- Ren Matsuzawa (松 沢 莲) como Ren Gamou
- Eiki Kitamura (北村栄基) como Eiki Shimazu
- Ryuji Sainei (载宁龙二) como Ryuuji Senzoku
- Sho Tomita (冨 田 翔) Sho Takeda
- Shigeo Tomita (富田 树 央) como Shigeo Chikamatsu
- Hitoshi Sasaki (佐 々 木 仁) como Hitoshi Hazama
- Masafumi Hatakenaka (畠 中 正文) como Masafumi Hattori
- Katsutaka Furuhata (古 畑 胜 隆) como Katsutaka Fujiwara
- Yuuya Nishikawa (西川佑 也) como Yuuya Houjou
- Hiromi Nagayama (长 山 浩 巳) como Hiromi Hosokawa
- Ryoji Morimoto (森本亮治) como Ryouji Horibe
- Shingo Yashiro (八 代 真 吾) como Shingo Maeda
- Makoto Onodera (小 野寺 尊 允) como Makoto Matsudaira
- Ken'ichi Matsuyama (松山研一) como Kenichi Mouri[6]
- Mitsuru Nishitani (西 谷 有 统) como Mitsuru Yagyu

## Segunda temporada
- Kazuya Kamenashi como Ryu Odagiri[7]
- Jin Akanishi como Hayato Yabuki[7]
- Teppei Koike como Keita Takeda[7]
- Mokomichi Hayami como Hikaru Tsuchiya[7]
- Keisuke Koide como Hinata Kōsuke[7]

## Tercera temporada
- Haruma Miura como Ren Kazama, líder de uno de los bandos[8]
- Yuya Takaki como Yamato Ogata, el líder del otro bando[9]
- Hideo Ishiguro como Honjō Kengo[9]
- Shohei Miura como Shunsuke Kamiya[9]
- Ryuya Wakaba como Ryuya Yoshida[8]
- Yuji como Yuji Yamamoto[8]
- Junta Nakama como Rikiya Ishimura[10]